# 1950 en Grèce
Chronologie de la Grèce
- 1946
- 1947
- 1948
- 1949
- 1950
- 1951
- 1952
- 1953
- 1954

Cette page concerne les évènements survenus en 1950 en Grèce  :

## Évènement
- 10 janvier-2 février : éruption du volcan de Santorin sur l'île de Néa Kaméni.
- 5 mars : Élections législatives (en)

## Sortie de film
- L'Ivrogne
- Tempête au phare
- Viens voir le tonton !

## Sport
- Coupe de Grèce de football (1949-1950) (en)
- Coupe de Grèce de football (1950-1951) (en)

## Création
- Asteras Vlachioti F.C. (en), club de football.
- Dimósia Epichírisi Ilektrismoú, fournisseur d'électricité.
- État-major général de la Défense nationale (el)
- Front de reconstruction nationale (en), parti politique.
- Mevgal (en)
- Ministère de la Défense nationale
- Musée de la guerre 1912-1913 (en) à Ioannina.
- Pallixouriakos F.C. (en), club de football.
- Parataxe démocratique (el), parti politique.
- Parti Georgíos Papandréou (el), parti politique.

## Naissance
- 14 janvier : Manousos Manousakis (el), réalisateur, producteur de cinéma et écrivain.
- 3 novembre : Vassilikí Thánou-Christophílou, magistrate et femme d'État.

- Grigóris Tzistoúdis (el), musicien.
- Fotiní Pipilí (el), personnalité politique.
- Jessie Papoutsis (el), actrice.

## Décès
- 2 janvier : Theophrastos Sakellaridis, compositeur et chef d'orchestre.
- Aléxandros Diomídis, premier ministre.
- Dimítrios Sémsis, musicien, chanteur et compositeur.

- Geórgios Seremétis (el), avocat et collaborateur des nazis.